# Сінсей-Мару (575)
Сінсей-Мару (575) (Shinsei Maru) — транспортне судно, яке під час Другої світової війни брало участь у операціях японських збройних сил на Тихому океані. 
Судно спорудили в 1942-му на верфі компанії Kawakami в Кобе для Sanko Kisen. 
В якийсь момент «Сінсей-Мару» задіяли у операціях японських збройних сил в Океанії. Відомо, що 27 березня 1944-го воно перебувало на півдні моря Банда за п’ять сотень кілометрів на південний схід від Амбону, де було виявлене та потоплене австралійськими літаками.